# ایدا هوباچکووا
ایدا هوباچکووا (چکی: Ida Hubáčková؛ زادهٔ ۱ اکتبر ۱۹۵۴) بازیکن هاکی روی چمن اهل چکسلواکی بود.